# Riemann–Lebesgue-lemma
A Riemann–Lebesgue-lemma:
Ha {\displaystyle f\in R_{[a,b]}}, akkor

## Következmény
A fenti lemma következményeként az {\displaystyle \left\{a_{k}\right\}}, {\displaystyle \left\{b_{k}\right\}} Fourier-együtthatók sorozatának egy érdekes tulajdonságát kapjuk.

## Tétel
Egy Riemann-integrálható f függvény {\displaystyle \left\{a_{k}\right\}}, {\displaystyle \left\{b_{k}\right\}} Fourier-együtthatók sorozatára érvényes, hogy:
{\displaystyle \lim _{k\to \infty }a_{k}=\lim _{k\to \infty }b_{k}=0}.